# لفتايا
لفتايا قرية في ناحية خربة تين نور التابعة لمنطقة حمص في محافظة حمص في سوريا.